# معيار تقني

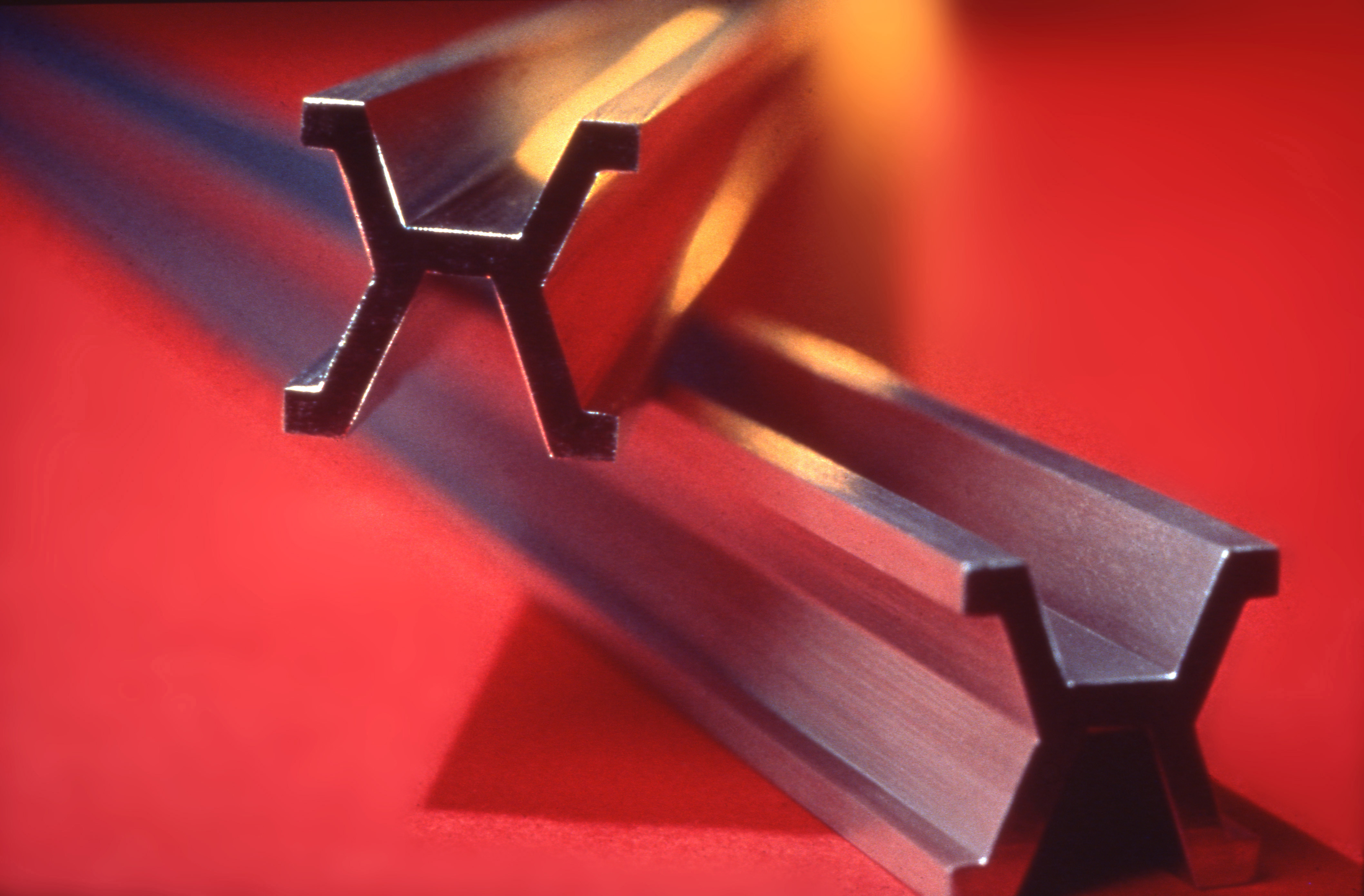

المعيار خطوطٌ مرشدةٌ تقنيةٌ مقبولةٌ بالتحكيم تُعِدُّها منظمةٌ معروفةٌ حكومية أو غير تجارية، تُستخدَمُ لتحقيق توحيدٍ في مجال تطوير عتاديات أو برمجيات. يَنتُجُ المِقْيَسُ عن إجرائية رسمية، تَستند إلى مسودة مواصفات أعدّتها مجموعة تعاونية أو لجنة، بعد دراسةٍ مكثفة لما هو متوفّر من الطرق والمقاربات والتوجهات والتطوير التقاني. يجري فيما بعدُ إلغاءُ (أو التصديق على) المقيَس المقترح من قِبل منظمة معروفة، ويجري اعتماده مع الوقت بالقبول العام.

## الفرق بين البروتوكول والمعيار
- المعيار: هو الذي يَتّفقُ عليه كُلّ شخصُ. مثل معايير للموصّلاتِ (آر جْي -45، آر جْي -11، إل سي، إس تي، إس سي).أيضاً فإن شركات مختلفة يَجِبُ أَنْ تَتوافقَ إلى المعاييرِ لذا فإن المُنتَجاتِ التي يصنعونها سَتَعْملُ بالشركاتِ الأخرى.فهذا يمنع من احتكار التصنيع.
- البروتوكول: هو إتفاقياتَ تكون أكثرَ على الطرقِ المختلفةِ لإتِّصال أَو إسْتِعْمال الأجهزةِ. معيار أَو قاعدة لكن القواعدَ يُمْكِنُ أَنْ تتغير وأفكار جديدة متطورة لتشتغل أفضل.

## اقرأ أيضا
- المنظمة الدولية للمعايير
- تشريع
- قانون
- توجيهات